# Hans Schmitz-Wiedenbrück

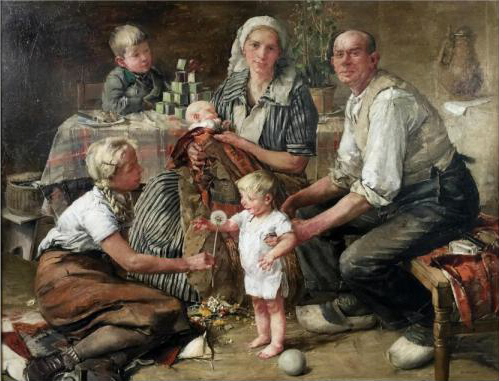
Hans Schmitz-Wiedenbrück: Familienbild von 1938, u. a. ausgestellt in der GDK 1939 und der 22. Venedig-Biennale 1940

Hans Schmitz-Wiedenbrück, eigentlich Hans Schmitz (* 3. Januar 1907 in Lippstadt; † 7. Dezember 1944 in Angermund), war ein deutscher Kirchen-, Bauern- und nationalsozialistischer Propagandamaler, der dem Umfeld der Wiedenbrücker Schule zugeordnet wird.

## Leben
Hans Schmitz kam in Lippstadt als Sohn eines Hotelbesitzers zur Welt. Er wurde ab 1923 im Atelier von Heinrich Repke in Wiedenbrück zusammen mit dessen Sohn Willi Repke ausgebildet und arbeitete – neben kurzen Studienaufenthalten in Kassel, München, Florenz, Brüssel und Dänemark – insgesamt 17 Jahre dort.
Mit seinem Ölgemälde Familienbild (siehe nebenstehende Abbildung) gewann er 1938 den 2. Preis des Kunstwettbewerbs Die neue deutsche Familie (der 1. Preis wurde nicht vergeben) und wurde 1939 mit dem Großen Staatspreis der Preußischen Akademie der Künste ausgezeichnet. In den Folgejahren erhielt er den Kunstpreis Jung-Westfalen (1939), den Gaukulturpreis Westfalen-Süd (1941), den Heimatkulturpreis des Kreises Lippstadt (1943) sowie zahlreiche weitere Auszeichnungen und Ehrungen.
1940 – im Alter von 33 Jahren – übertrug man Hans Schmitz auf Vorschlag von Propagandaminister Joseph Goebbels eine Professur an der Staatlichen Kunstakademie in Düsseldorf. Im gleichen Jahr war er auf der 22. Biennale von Venedig mit 13 Werken vertreten. Bekannt wurde der Künstler vor allem durch sein 1941 entstandenes Triptychon Arbeiter, Bauern und Soldaten (für 30.000 Reichsmark von Reichskanzler Adolf Hitler gekauft) sowie das Ölgemälde Kämpfendes Volk (für 56.000 RM von Joseph Goebbels gekauft), das 1942 ebenfalls auf der Grossen Deutschen Kunstausstellung (GDK) im Münchner Haus der Deutschen Kunst ausgestellt wurde. Hitler kaufte von Schmitz-Wiedenbrück überdies dessen Ölgemälde Bauern im Gewitter (GDK 1939, 4.500 RM) und Das Johannisfeuer (GDK 1940, 14.000 RM), während Reichsminister Martin Bormann 25.000 RM für eine vom Künstler gemalte Tischgesellschaft sowie 20.000 RM für die Frau mit Stier (beide GDK 1944) zahlte. Viele von Schmitz’ Werken dieser Zeit müssen der nationalsozialistischen Propagandakunst zugerechnet werden.
1943 wurde Hans Schmitz zur Wehrmacht einberufen und tat Dienst als Kriegsmaler an der französischen Kanalküste. Er starb am 7. Dezember des Folgejahres an einem Herzschlag.
In den 1950er Jahren wurde Hans Schmitz durch die Stadt Wiedenbrück mit einer Ausstellung geehrt. Im Rahmen der Vorbereitungen gelangten drei Pastellskizzen – angeblich Studien zu einem Ölgemälde mit dem Titel Leinwandmarkt in Greffen – und die Kohlezeichnung Bauernfuhrwerk im Regen aus dem Besitz seiner Schwestern Elisabeth und Aenne als Leihgaben erstmals in die Öffentlichkeit. Die vier Arbeiten wurden der Stadt in den späten 1970er Jahren durch die Schwestern geschenkt, nachdem sie bei einer Bestandsaufnahme im Magazin wiederentdeckt und zur Restaurierung vorgesehen worden waren.

## Kontroverse

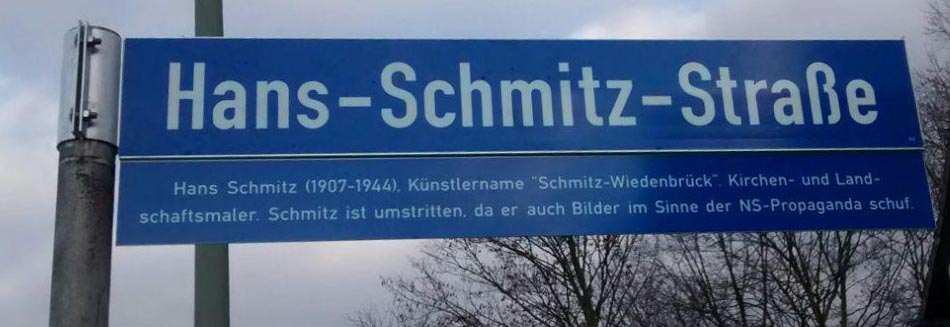
Umstrittene Ehrung: Hans-Schmitz-Straße in Rheda-Wiedenbrück mit Informationstafel

In Rheda-Wiedenbrück begann gegen Ende des Jahres 2016 eine öffentliche Diskussion um die Rolle von Hans Schmitz im Nationalsozialismus. Bis heute hängen im historischen Rathaus in Wiedenbrück, dem heutigen Standesamt, drei Marktszenen des Malers aus den Jahren 1937 und 1939. Überdies ist eine Straße nach ihm benannt. Seit Oktober 2018 informiert eine Präsentationsstele im historischen Rathaus über den Künstler und sein Wirken in der Zeit des Nationalsozialismus. Im Dezember 2019 wurde den Straßenschildern der Hans-Schmitz-Straße in Rheda-Wiedenbrück eine Informationstafel mit folgendem Wortlaut angefügt: „Hans Schmitz (1907–1944). Künstlername ‚Schmitz-Wiedenbrück‘. Kirchen- und Landschaftsmaler. Schmitz ist umstritten, da er auch Bilder im Sinne der NS-Propaganda schuf.“ Eine Umbenennung der Straße wurde hingegen vom zuständigen Bau-, Stadtentwicklungs-, Umwelt- und Verkehrsausschuss sowie vom Stadtrat der Stadt Rheda-Wiedenbrück abgelehnt.

## Werke (Auswahl)

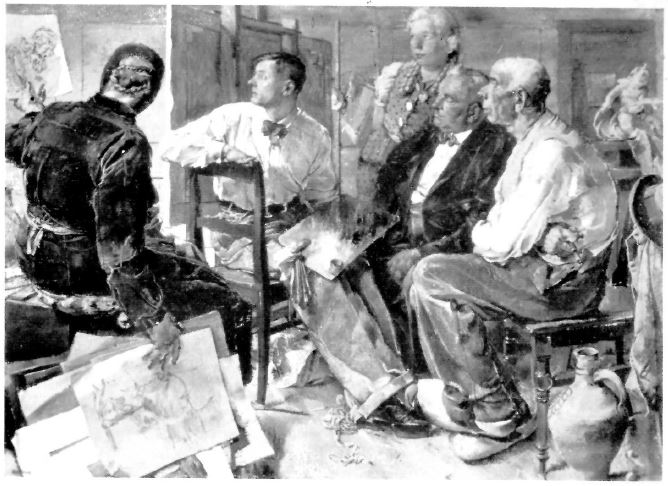
Maler unter Bauern, GDK 1938 und 22. Venedig-Biennale 1940 (Ansichtskartenmotiv in Schwarz-Weiß)
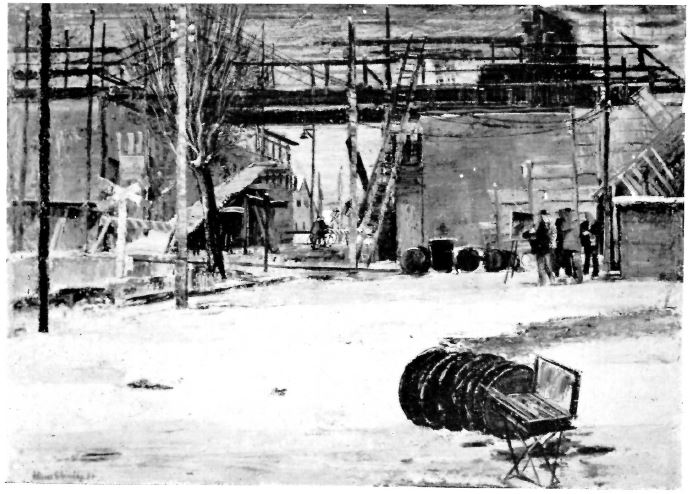
Bauarbeiten, Rheinische Kunstausstellung, Danzig 1941 (Ansichtskartenmotiv in Schwarz-Weiß)
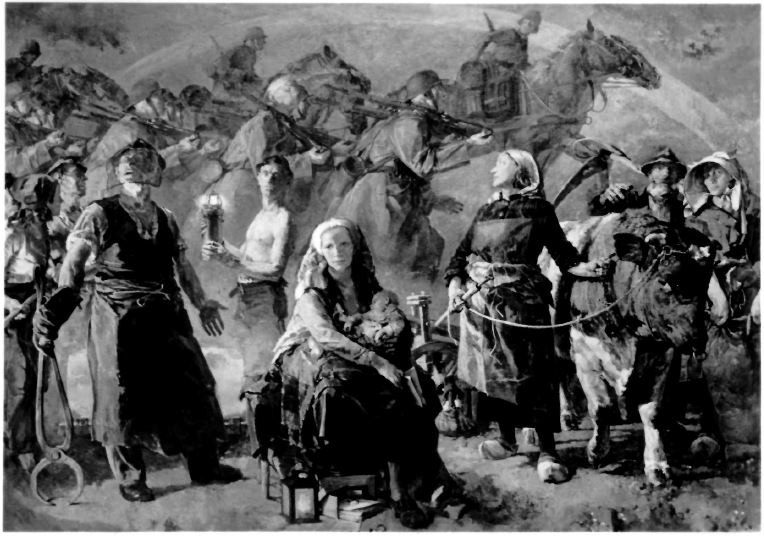
Kämpfendes Volk, GDK 1942 (Ansichtskartenmotiv[31] in Schwarz-Weiß)
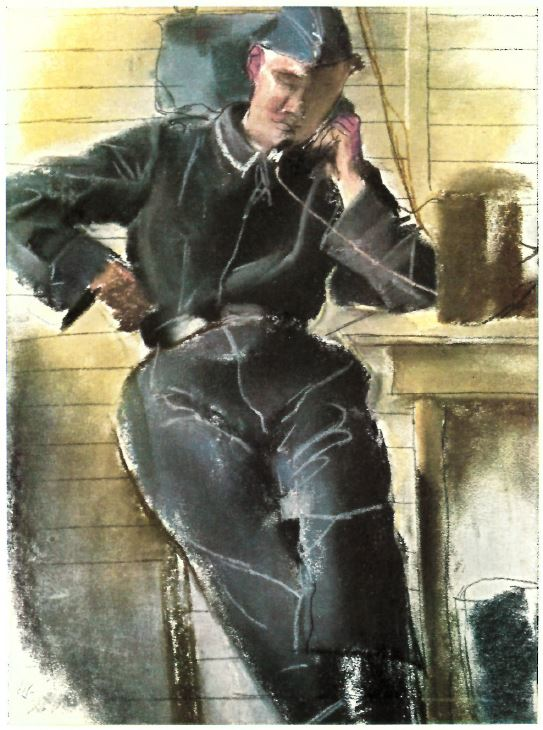
Fernsprechdienst (Pastell), Ausstellungen Kunst der Front und Das Bild des Krieges des Luftgaukommandos VI
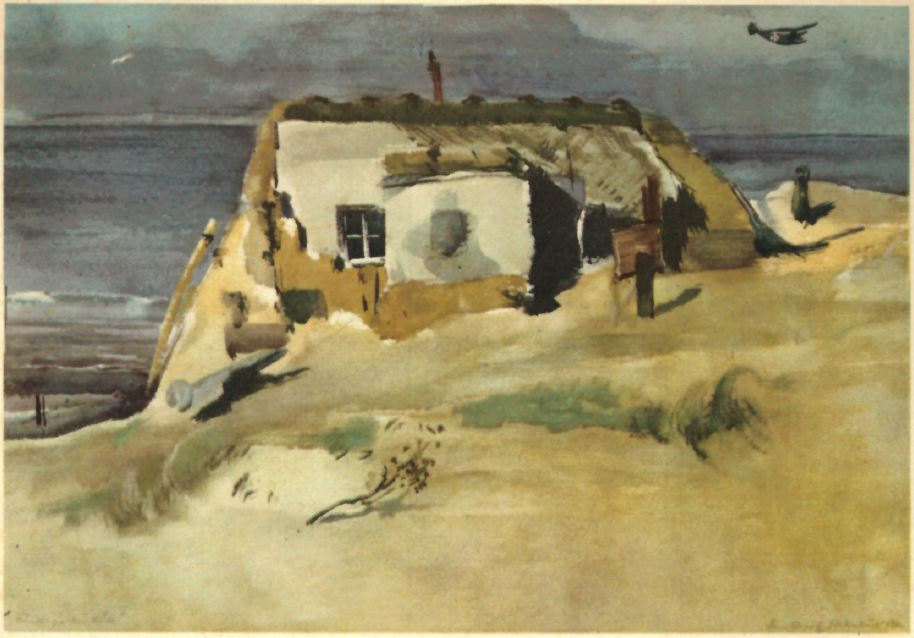
Bunker an der Küste, Ausstellung Kunst der Front des Luftgaukommandos VI
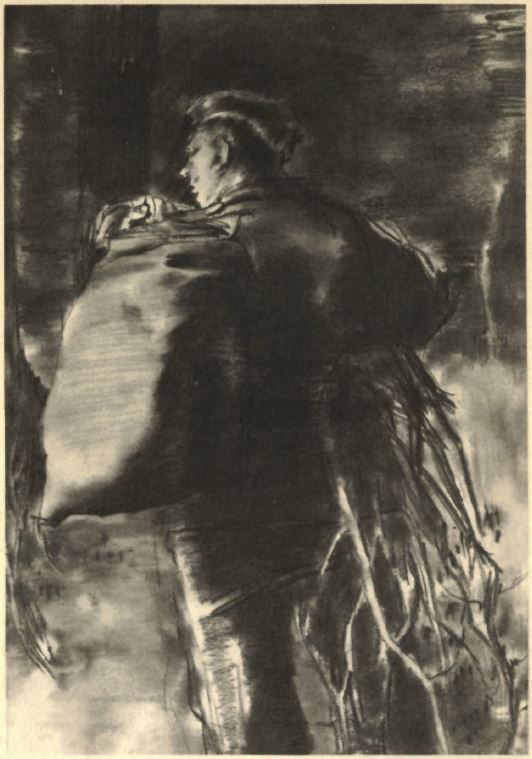
Soldat als Holzsammler (Kohlezeichnung), Ausstellung Kunst der Front des Luftgaukommandos VI
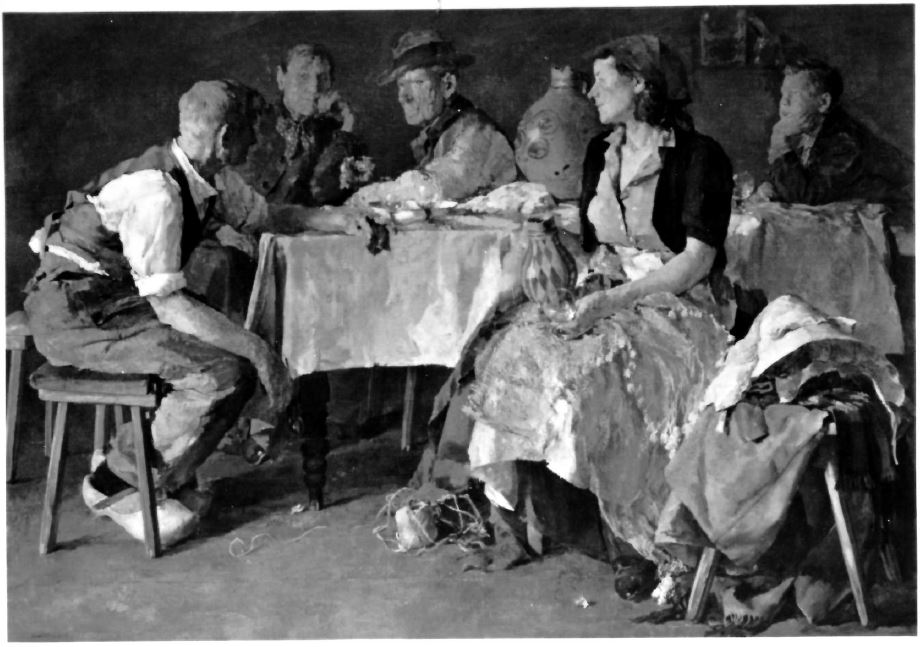
Tischgesellschaft, GDK 1944 (Ansichtskartenmotiv[33] in Schwarz-Weiß)
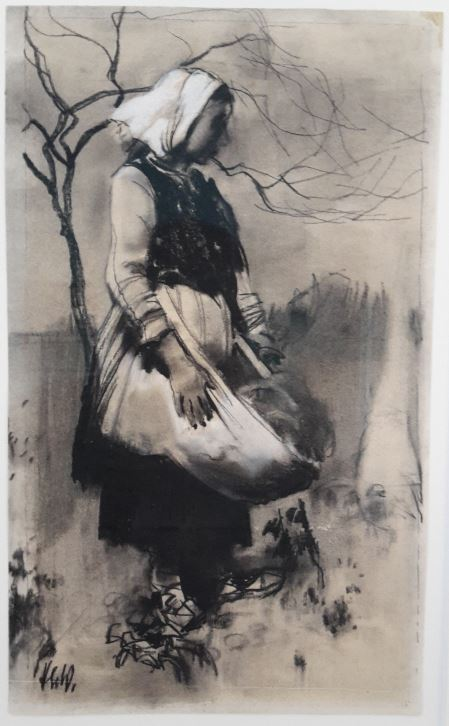
Herbst (Kohlezeichnung), Gau-Ausstellung Westfalen-Süd, VII. Grosse Sauerländische Ausstellung, Hagen 1944
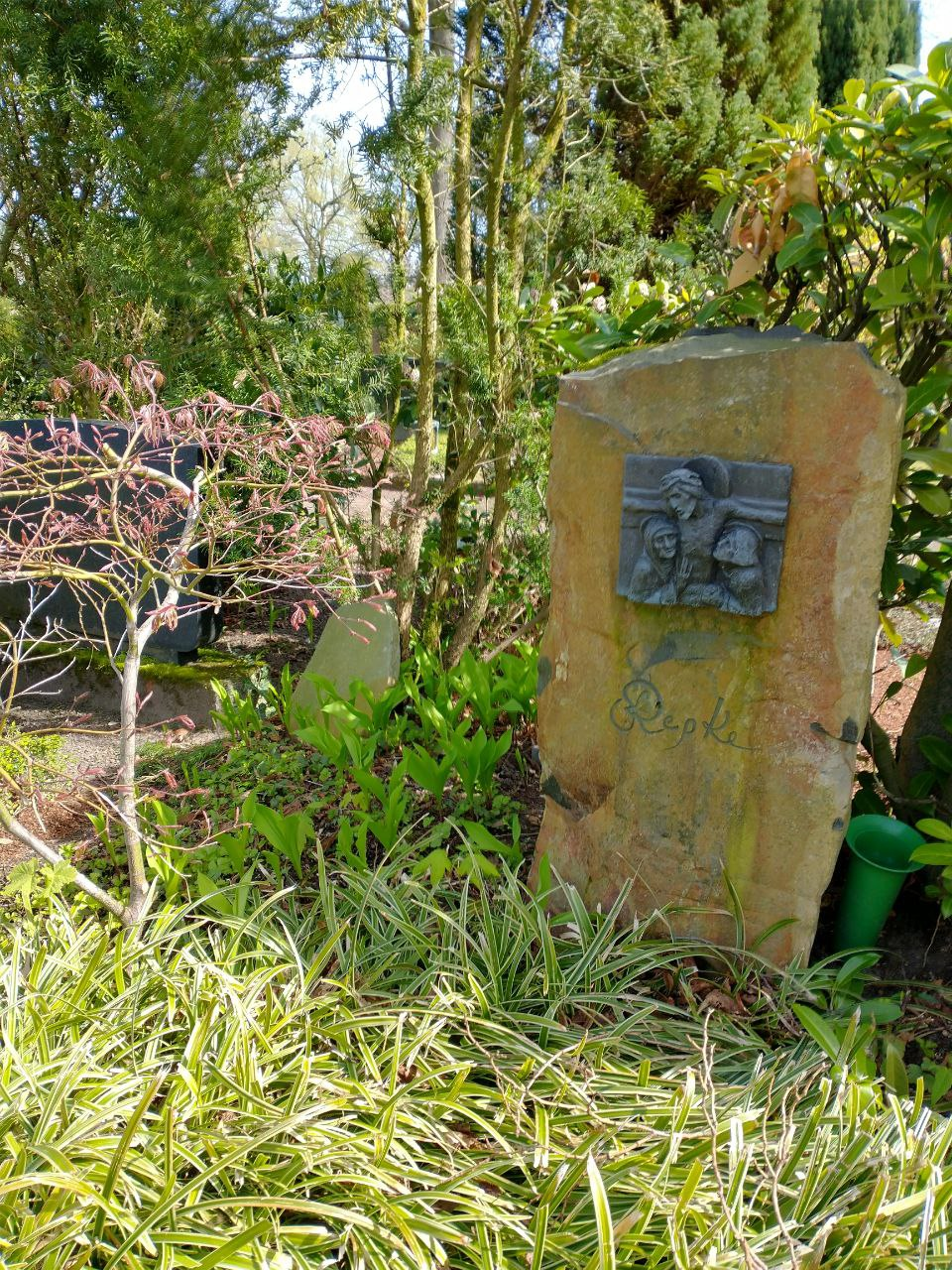
Bronzerelief: Grabstätte Familie Repke, Basaltstein aus dem Jahr 2009, Datum des Reliefs unbekannt